# نظارة إسماعيل راغب باشا
نظارة إسماعيل راغب باشا هي تاسع نظارة في مصر، صدر بتكليف رئيسها الأمر العالي بتاريخ 17 يونيو 1882 وصدر الأمر العالي بتشكيلها بتاريخ 18 يونيو 1882.

## أعضاء الحكومة
| النظارة                | الناظر                                                | تعديل 25 يوليو 1882 |
| ---------------------- | ----------------------------------------------------- | ------------------- |
| رئيس مجلس النظار       | إسماعيل راغب باشا                                     |                     |
| ناظر الخارجية          | إسماعيل راغب باشا (إلى جانب منصبه رئيسًا لمجلس النظار) |                     |
| ناظر الداخلية          | أحمد رشيد باشا                                        |                     |
| ناظر الجهادية والبحرية | أحمد عرابي باشا                                       | عمر لطفي باشا       |
| ناظر المالية           | عبد الرحمن رشدي بك                                    |                     |
| ناظر الحقانية          | علي إبراهيم باشا                                      |                     |
| ناظر النافعة           | محمود باشا الفلكي                                     |                     |
| ناظر المعارف           | سليمان أباظة باشا                                     |                     |
| ناظر الأوقاف           | حسن شريعي باشا                                        |                     |

## تعديلات
- في 25 يوليو 1882، أُسندت نظارة الجهادية والبحرية إلى عمر لطفي باشا.[3]

## وصلات داخلية
- قائمة رؤساء مجلس وزراء مصر